# Río Claro (comuna)
Río Claro es una comuna de Chile, ubicada en la zona central de Chile, en la provincia de Talca, región del Maule. Su cabecera comunal es la localidad de Cumpeo. Recibe su nombre del río Claro, que atraviesa su territorio.
Integra junto con las comunas Constitución Curepto y Talca el distrito electoral N° 17 (diputados), y pertenece a la 9.ª circunscripción senatorial.

## Historia
Río Claro fue fundada el 30 de mayo de 1899 en lo que antes era Cumpeu, una hacienda propiedad de Vicente Correa Albano conocidas como «Las Casas Nuevas». La hacienda caracterizaba por contar con dos estatuas de mármol italiano encargadas por Vicente Correa Albano, una de Pedro de Valdivia, la que se encuentra actualmente en el frontis de la Municipalidad de Talca, y la otra de George Washington perteneciente a la familia Muñoz Mancilla, junto con la Hacienda que perteneció a Vicente Correa Albano.[cita requerida] Uno de los hitos ocurridos en la comuna fue la batalla de Vegas de Cumpeo, el 4 de febrero de 1817, donde Ramón Freire Serrano venció a las fuerzas realistas.
En 1870 se construyó el canal de Cumpeo, con una longitud de 40 kilómetros, lo que permitió convertir gran extensión de tierra a tierra de riego, la cual es considerada una de las grandes megaobras del siglo XIX en Chile y cuyas faenas duraron cerca de 20 años.[cita requerida] La etapa más difícil era atravesar el Río Claro y para ello hubo que pasar el canal por debajo cavando un túnel con la única tecnología disponible: la pala, la picota y las mulas.
En octubre de 2012, la comuna fue designada como «pueblo temático de Condorito», como forma de aumentar el turismo de la zona.

## Medio ambiente

### Geomorfología y componentes abióticos

Trazado simplificado de los ecosistemas y cuerpos de agua presentes en la comuna de Río Claro.

La comuna de Río Claro se encuentra emplazada en las unidades geomorfológicas de Llano central fluvio-glacio-volcanico y Precordillera; y presenta según la clasificación climática de Köppen clima mediterráneo de lluvia invernal (Csb) y clima mediterráneo de lluvia invernal de altura (Csb (h)). Esta además se halla en la cuenca hidrográfica de río Maule. Además, la comuna posee diversos cuerpos de agua, entre los que se destacan la laguna Los Maitenes.

### Componentes bióticos
Dentro del territorio de la comuna se pueden hallar los siguientes ecosistemas:
- Bosque caducifolio mediterráneo andino donde predominan Nothofagus glauca y Nothofagus obliqua (Vulnerable)
- Bosque caducifolio mediterráneo interior donde predominan Nothofagus obliqua y Cryptocarya alba (En peligro crítico)
- Bosque caducifolio mediterráneo-templado andino donde predominan Austrocedrus chilensis y Nothofagus obliqua (Vulnerable)
- Bosque esclerófilo mediterráneo andino donde predominan Lithrea caustica y Lomatia hirsuta (Vulnerable)
- Bosque esclerófilo mediterráneo interior donde predominan Lithrea caustica y Peumus boldus (En peligro)
- Bosque espinoso mediterráneo interior donde predominan Acacia caven y Lithrea caustica (En peligro)

### Medidas de protección ambiental y conflictos socioambientales
Hasta 2022, la comuna de Río Claro cuenta con las siguientes zonas que poseen algún nivel de protección ambiental:
- Agua Fría; Ampliación Reserva Radal 7 Tazas (Sitios ERB)[11]
- Cerros de Cumpeo (Sitios ERB)[12]
- Santuario de la Naturaleza Los Maitenes del Río Claro (Santuario de la Naturaleza)[13]

## Demografía
La comuna de Río Claro abarca una superficie de 430,5 km² y una población de 13.032 habitantes (estimado a 2009), correspondientes a un 1,3 % de la población total de la región y una densidad de 30,27 hab/km². Del total de la población, 6.228 son mujeres y 6.804 son hombres. Un 90 % corresponde a población rural, y un 23,6 % corresponde a población urbana.[cita requerida]

## Administración

### Municipalidad
La Municipalidad de Río Claro para el periodo 2021-2024 es dirigida por el alcalde Américo Guajardo Oyarce (Renovación Nacional - Chile Vamos) y el concejo municipal conformado por los concejales:
- Jorge Maximiliano Mora Jiménez (Evolución Política)
- José Víctor Pavez Pinto (IND - Chile Vamos Renovación Nacional - IND)
- Roberto Ignacio Rojas Estrada (Renovación Nacional)
- Luis Zalatiel Valenzuela Valenzuela (Partido Radical de Chile)
- Mauricio Montecino Canales (Partido Radical de Chile)
- Miriam Del Carmen Herrera Añigual (Partido Radical de Chile)

### Representación parlamentaria
Río Claro forma parte de la Circunscripción Senatorial IX y del Distrito Electoral 17. Es representada en la Cámara de Diputados del Congreso Nacional por los siguientes diputados:
- Jorge Guzmán Zepeda (Evolución Política)
- Felipe Donoso Castro (Unión Demócrata Independiente)
- Hugo Rey Martínez (Renovación Nacional)
- Alexis Sepúlveda Soto (Partido Radical de Chile)
- Benjamín Moreno Bascur (Partido Republicano De Chile)
- Mercedes Bulnes Núñez (IND - RD)
- Francisco Pulgar Castillo (IND - Centro Unido)

En el Senado, la representan:
- Paulina Vodanovic Rojas (PS)
- Juan Antonio Coloma Correa (UDI)
- Juan Castro Prieto (IND - RN)
- Ximena Rincón González (PDC)
- Rodrigo Galilea Vial (RN)

## Economía
En 2018, la cantidad de empresas registradas en Río Claro fue de 189. El Índice de Complejidad Económica (ECI) en el mismo año fue de -0,42, mientras que las actividades económicas con mayor índice de Ventaja Comparativa Revelada (RCA) fueron Cultivo de Tabaco (5299,53), Cultivo Forrajeros en Praderas Mejoradas o Sembradas (91,63) y Producción en Viveros, excepto Especies Forestales (80,5).

## Deportes
Club Deportivo El Porvenir participó en la edición 2022 de la Copa de Campeones de ANFA del Maule.
Además cuenta con 11 equipos ANFA (Union Cumpeo, Cerrillo, San Gerardo, Las Mercedes, Colo Colo de Cumpeo, Porvenir, Odessa, Tricolor Bolsico, Galpones, Rio Claro y San Enrique)